# Partula cytherea
Partula cytherea foi uma espécie de gastrópodes da família Partulidae.
Foi endémica da Polinésia Francesa.